# Lennart Andersson (Leichtathlet)

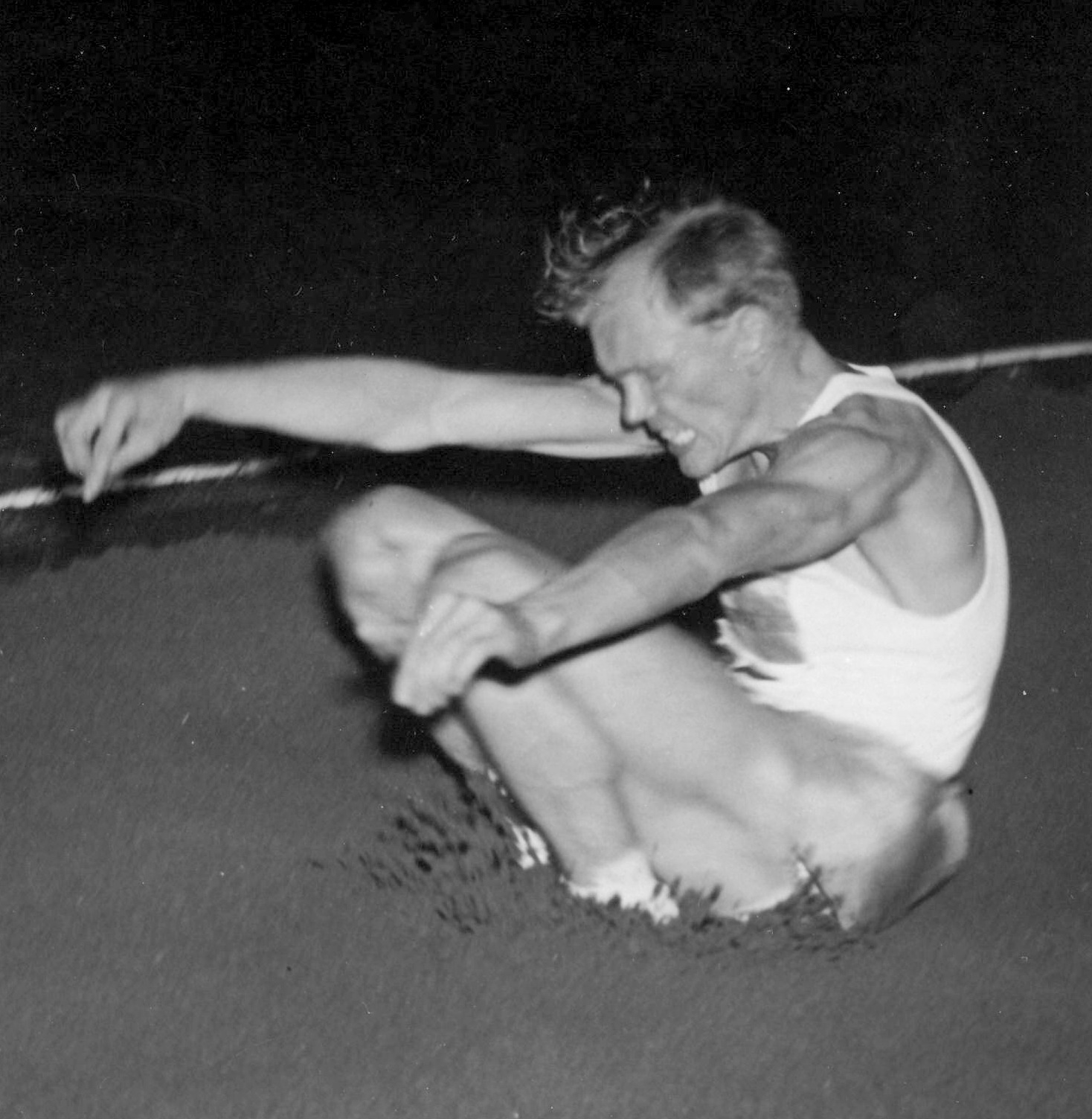
Lennart Andersson in den 1930ern

Lennart Andersson (Agne Lennart Andersson, später Agnred; * 17. Januar 1914 in Lund; † 18. Dezember 1997 in Göteborg) war ein schwedischer Dreispringer.
Bei den Olympischen Spielen 1936 in Berlin kam er auf den 19. Platz, und bei den Leichtathletik-Europameisterschaften 1938 in Paris wurde er Sechster.
Viermal wurde er Schwedischer Meister (1937–1939, 1945). Seine persönliche Bestleistung von 14,93 m stellte er am 20. August 1939 in Stockholm auf.